# André Krogsæter
André Krogsæter (ur. 12 maja 1961 w Oslo) – norweski piłkarz występujący na pozycji napastnika.

## Kariera klubowa
Krogsæter karierę rozpoczynał w sezonie 1979 w czwartoligowym Årvoll IL. W 1980 roku przeszedł do pierwszoligowego zespołu Lillestrøm SK. Jego barwy reprezentował przez siedem sezonów. W tym czasie wraz z zespołem wywalczył mistrzostwo Norwegii (1986), dwa wicemistrzostwa Norwegii (1983, 1985), a także dwa Puchary Norwegii (1981, 1985). W 1987 roku odszedł do trzecioligowego Frigg Oslo FK, gdzie w 1988 roku zakończył karierę.

## Kariera reprezentacyjna
W reprezentacji Norwegii Krogsæter wystąpił jeden raz, 17 kwietnia 1985 w przegranym 0:1 towarzyskim meczu z NRD. Wcześniej, w 1984 roku znalazł się w kadrze na Letnie Igrzyska Olimpijskie, zakończone przez Norwegię na fazie grupowej.